# Pakistanische Cricket-Nationalmannschaft in England in der Saison 1954
Die Tour der pakistanischen Cricket-Nationalmannschaft nach England in der Saison 1954 fand vom 10. Juni bis zum 17. August 1954. Die internationale Cricket-Tour war Bestandteil der Internationalen Cricket-Saison 1954 und umfasste vier Tests. Die Serie endete 1–1 unentschieden.

## Vorgeschichte
Für beide Mannschaften war es die erste Tour der Saison.
Zwei Jahre nachdem Pakistan Test-Status erhielt und sieben Jahre nach der Teilung Indiens, war dies die erste Tour die die beiden Mannschaften gegeneinander bestritten.

## Stadien
Die folgenden Stadien wurden für die Tour als Austragungsort vorgesehen.
| Stadion                     | Stadt      | Kapazität | Spiele  |
| --------------------------- | ---------- | --------- | ------- |
| The Oval                    | London     | 23.500    | 4. Test |
| Lord’s Cricket Ground       | London     | 30.000    | 1. Test |
| Old Trafford Cricket Ground | Manchester | 19.000    | 3. Test |
| Trent Bridge                | Nottingham | 15.350    | 2. Test |

## Kaderlisten
Die Mannschaften benannten die folgenden Kader.
| Test | Test |
| England | Pakistan |
| --- | --- |
| - Leonard Hutton (K) - David Sheppard (VK) - Bob Appleyard - Trevor Bailey - Alec Bedser - Denis Compton - Bill Edrich - Godfrey Evans (wk) - Tom Graveney - Jim Laker - Peter Loader - Peter May - Jim McConnon - Jim Parks - Reg Simpson - Brian Statham - Roy Tattersall - Frank Tyson - Johnny Wardle | - Abdul Kardar (K) - Alimuddin - Aslam Khokhar - Fazal Mahmood - Hanif Mohammad - Imtiaz Ahmed (wk) - Khalid Hasan - Khalid Wazir - Khan Mohammad - Ebbu Ghazali - Mahmood Hussain - Maqsood Ahmed - Shujauddin - Waqar Hasan - Wazir Mohammad - Zulfiqar Ahmed |

## Tour Matches
Pakistan bestritt während seiner Tour 26 Tour-Matches.

## Tests

### Erster Test in London
| 10. – 15. Juni Scorecard | London (Lord’s) | Pakistan 87 (83.5) & 121-3 (52.2) | – | England 117-9d (31) |
|                          |                 | Remis                             |   |                     |

England gewann den Münzwurf und entschied sich als Feldmannschaft zu beginnen.

### Zweiter Test in Nottingham
| 1. – 5. Juli Scorecard | Nottingham | Pakistan 157 (65) & 272 (112.4)               | – | England 558-6d (139) |
|                        |            | England gewinnt mit einem Innings und 129 uns |   |                      |

Pakistan gewann den Münzwurf und entschied sich als Schlagmannschaft zu beginnen.

### Dritter Test in Manchester
| 22. – 27. Juli Scorecard | Manchester | England 359-8d (129) | – | Pakistan 90 (56,5) & 25-4 (15) (f/o) |
|                          |            | Remis                |   |                                      |

England gewann den Münzwurf und entschied sich als Schlagmannschaft zu beginnen.

### Vierter Test in London
| 12. – 17. August Scorecard | London (Oval) | Pakistan 133 (51.4) & 164 (92) | – | England 130 (59.3) & 143 (68) |
|                            |               | Pakistan gewinnt mit 24 Runs   |   |                               |

Pakistan gewann den Münzwurf und entschied sich als Schlagmannschaft zu beginnen.